# Josef Mertin (Künstler)
Josef Mertin (* 20. Oktober 1919 in Niederpreschkau, Tschechoslowakei; † 12. Dezember 1995 in Gudensberg-Dissen) war ein deutscher Maler, Teppichkünstler, Heimatforscher und Politiker. Seine Signatur lautete JM.

## Leben
Josef Mertin wurde 1919 in Nordböhmen geboren. Er besuchte dort die Volks-, Bürger- und  kunsthandwerkliche Gewerbeschule. Er widmete sich als Schüler mit Begeisterung dem Zeichnen, der Ölmalerei und der Aquarellmalerei. Nach dem Kriegsdienst und anschließender Gefangenschaft wurde seine vertriebene Familie 1948 in Gudensberg-Dissen wieder zusammengeführt. In den 1960er Jahren suchte er nach neuen künstlerischen Ausdrucksformen mit Materialien der Gegenwart. Die Technik von Mosaikbildern aus Teppichböden entwickelte er im Laufe der Jahre zur künstlerischen Perfektion.
Nach religiösen Motiven und Naturdarstellungen widmete er sich der künstlerischen Darstellung von Volksliedern, Legenden, Sagen und Märchen der Brüder Grimm. 
Seit 1962 stellte er in mehr als 70 Einzelausstellungen in Deutschland und Japan aus. Insbesondere in Japan waren seine Arbeiten zu den Märchen der Brüder Grimm sehr angesehen. 1973 gründete Josef Mertin in Dissen den ortsansässigen Heimatverein. Von 1972 bis 1977 war er Ortsvorsteher des Gudensberger Ortsteils Dissen. 1978 wurde Josef Mertin für seine Verdienste um Bürgerschaft und Gemeinde und der Heimatvertriebenen aus dem Sudetenland mit dem „Ehrenbrief des Landes Hessen“ ausgezeichnet. 1982 gab Josef Mertin die Sammlung hessischer Sagen „Der Berg der Blauen Blume“, die am Odenberg handeln, heraus. 1985 verfasste er die „Dorfchronik des Gudensberger Stadtteils Dissen“. 2011 wurde in Erinnerung an Josef Mertins der Gudensberger Sagenwanderweg Josef-Mertin-Weg eröffnet.

## Ausstellungen
- Kultursynagoge Gudensberg 2015
- Märchen und Sagen Museum Bad Salzungen 2017

## Werke in Museen und Sammlungen
- Themenpark Deutsche Märchenstraße „Glücks-Königreich“  der Stadt Obihiri in Japan
- Kultursynagoge der Stadt Gudensberg
- Kunstsammlung der Stadt Gudensberg (Stadtmotiv nach Wilhelm Dilich)
- Herz Jesus Kirche Gudensberg

## Auszeichnungen
- Ehrenbrief des Landes Hessen 1978
- Botschafter der Freude des Glücks-Königreichs